# Huracán Blas (2022)
El huracán Blas fue un huracán de categoría 1 que trajo vientos e inundaciones a varios estados mexicanos en junio de 2022. Blas, la segunda tormenta con nombre y segundo huracán de la temporada de huracanes del Pacífico de 2022, se desarrolló a partir de un área de baja presión frente a la costa del suroeste de México. Se convirtió en depresión tropical el 14 de junio y se convirtió en tormenta tropical más tarde ese mismo día. Blas se convirtió en huracán al día siguiente, mientras avanzaba paralelo a la costa. El sistema alcanzó su máxima intensidad el 17 de junio a las 15:00 UTC, con vientos máximos sostenidos de 80 nudos (90 mph; 150 km/h) y una presión central de 976 mbar (28,82 inHg). Más tarde, Blas giró hacia el oeste y se debilitó, convirtiéndose en una depresión tropical el 20 de junio, antes de pasar a un ciclón postropical ese mismo día.
El daño del huracán fue mínimo ya que permaneció en alta mar. En total, Blas fue el responsable de la muerte de cuatro personas en México.

## Historia meteorológica
El 7 de junio de 2022, el Centro Nacional de Huracanes (NHC) comenzó a rastrear una perturbación con potencial de desarrollo tropical al sur del Golfo de Tehuantepec. A última hora del 10 de junio, se formó una amplia área de baja presión frente a la costa del suroeste de México, que produjo chubascos y tormentas eléctricas desorganizadas en un entorno propicio para un desarrollo gradual. A las 09:00 UTC del 14 de junio, la baja se había convertido en una depresión tropical mientras estaba situada a unas 395 millas (635 km) al sur-sureste de Manzanillo, Colima. Seis horas después, la depresión se convirtió en tormenta tropical y se le asignó el nombre de Blas. La organización convectiva de la tormenta continuó mejorando a lo largo del día según las imágenes satelitales, manteniendo una estructura bien definida y desarrollando características prominentes de bandas convectivas, a medida que se incrustaba en el sistema un nublado central denso circular. El 15 de junio, Blas comenzó a intensificarse rápidamente a medida que desarrollaba un núcleo interno y, a las 15:00 UTC de ese día, se convirtió en un huracán de categoría 1 en la escala de huracanes de Saffir-Simpson (EHSS). Luego, Blas desarrolló un ojo de nivel medio en las partes occidentales del ciclón, luego mantuvo su intensidad debido a las cimas de las nubes muy frías cerca del centro y un fuerte flujo de salida en el nivel superior en tres de los cuadrantes de la tormenta.
Blas se fortaleció ligeramente el 17 de junio, con sus vientos máximos sostenidos aumentando a cerca de 90 mph (150 km/h) y una presión barométrica central mínima de 976 mbar (28,82 inHg). Poco después, el ciclón comenzó a debilitarse a medida que avanzaba hacia el oeste. A las 03:00 UTC del 18 de junio, Blas se debilitó a tormenta tropical debido a que el centro de nivel medio se desvió hacia el lado suroeste de la tormenta combinado con temperaturas más frías en la superficie del mar a medida que avanzaba hacia el noroeste, sin convección profunda cerca. el centro de la superficie. La tormenta continuó debilitándose ese día, con imágenes satelitales que mostraban un centro de bajo nivel parcialmente expuesto con convección confinada al cuadrante sureste de su circulación.
A pesar de la persistente cizalladura del viento y el tránsito sobre aguas frías con temperaturas por debajo de los 26 °C (79 °F), Blas mantuvo una convección limitada en la mitad oriental hasta el 19 de junio. A las 21:00 UTC de ese día, solo quedan unas pocas bandas convectivas rotas al norte y noreste del centro de la tormenta, y a las 03:00 UTC del 20 de junio, las imágenes satelitales indicaron que había perdido casi toda su convección profunda organizada. Con poca o ninguna convección restante en asociación con Blas, además de que ya no hay vientos con fuerza de tormenta tropical en la circulación, el NHC degradó la tormenta a depresión tropical seis horas después. A las 15:00 UTC de ese mismo día, Blas hizo la transición a un ciclón postropical a unas 350 millas (565 km) al suroeste del extremo sur de la península de Baja California. La baja remanente se disipó más tarde sobre el Pacífico norte el 24 de junio.

## Preparaciones e impacto
El 16 de junio, las autoridades estatales de Oaxaca pusieron en alerta a 60 municipios, todos aún recuperándose de los impactos del huracán Agatha, a medida que se acercaba Blas. Los puertos también fueron cerrados. En el estado de Guerrero, se cerraron escuelas en 21 municipios, incluidos: Costa Chica, Costa Grande y Acapulco; También se suspendieron las clases en Michoacán. Blas fue responsable de cuatro muertes. Se encontraron dos cuerpos en una playa de Acapulco con la causa de la muerte desconocida, pero se presume que está relacionada con la tormenta. Una residente de Acapulco resultó herida después de que una pared se derrumbara en su casa. En el estado de Puebla, dos personas murieron por deslizamiento de tierra en Eloxochitlán.
Blas solo causó daños menores en Guerrero según las autoridades locales. En Acapulco, los vientos y las lluvias de Blas provocaron una erosión de la playa de más de 980 pies (300 m) de longitud desde la playa El Morro. En Tecpán de Galeana, varios acres (hectáreas) de cultivos de plátano fueron destruidos por fuertes vientos. Dos arroyos se desbordaron en Acapulco, inundando ocho colonias. También se reportaron inundaciones en Manzanillo y Villa de Álvarez en Colima. Se reportaron cortes de luz en Zihuatanejo y en Atoyac.
Las autoridades de Nayarit dijeron que al menos 100 personas habían sido desplazadas por las inundaciones en ese estado tras el paso del huracán. El gobernador Miguel Ángel Navarro Quintero prometió que se tomarán acciones para reconstruir las casas destruidas por la tormenta. Poco después del fallecimiento de Blas, la Guardia Nacional se activó para ayudar en la limpieza y remoción de escombros en Michoacán y Guerrero.